# Mistelbach (Gemeinde Großschönau)
Mistelbach ist eine Katastralgemeinde und Ortschaft von Großschönau im Bezirk Gmünd in Niederösterreich. Die Ortschaft hat 68 Einwohner (Stand 1. Jänner 2025).

## Geografie
Mistelbach liegt im nordwestlichen Niederösterreich (Waldviertel) auf einer Seehöhe von ca. 636 Meter südöstlich von Weitra. Östlich vom Ort führt die Greiner Straße (B119) vorbei. Mistelbach wird vom gleichnamigen Bach Mistelbach durchflossen. Am 1. April 2020 umfasste die Ortschaft 35 Adressen.

## Geschichte
Die Ortschaft Mistelbach wurde um das Jahr 1165 von Hadmar II. von Kuenring gegründet.
Den Namen erhielt Mistelbach von der Gemahlin Hadmars, Euphemia von Mistelbach im Weinviertel.
Erzählungen zufolge wollte Hadmar mit der Benennung einer Ortschaft nach dem Heimatort Euphemias ihr Heimweh etwas lindern.
Nach 1848 war Mistelbach eine eigenständige Gemeinde. Laut Adressbuch von Österreich waren im Jahr 1938 in der Ortsgemeinde Mistelbach mehrere Landwirte mit Direktvertrieb ansässig. Im Jahr 1968 fasste die Ortsgemeinde unter Bürgermeister Leopold Schmidt den Beschluss, zusammen mit umliegenden Gemeinden die Großgemeinde Großschönau zu bilden. Aus Mistelbach (Haus Nr. 5) stammte auch der 63. Abt des Zisterzienserstiftes Zwettl (1923 bis 1935) und Theologe Leopold (geborener Sylvester Schmidt), der Träger des Komturkreuzes des österreichischen Verdienstordens war und während seiner Amtszeit als Förderer der katholischen Jugendbewegung aufgetreten ist.

## Freiwillige Feuerwehr
Die Freiwillige Feuerwehr Mistelbach wurde im Jahr 1925 gegründet und sorgt für den abwehrenden Brandschutz und allgemeine Hilfe.
Zur Löschwasserentnahme existieren in Mistelbach ein Löschwasserteiche, ein unterirdischer Löschwasserbehälter und ein Hydrant.

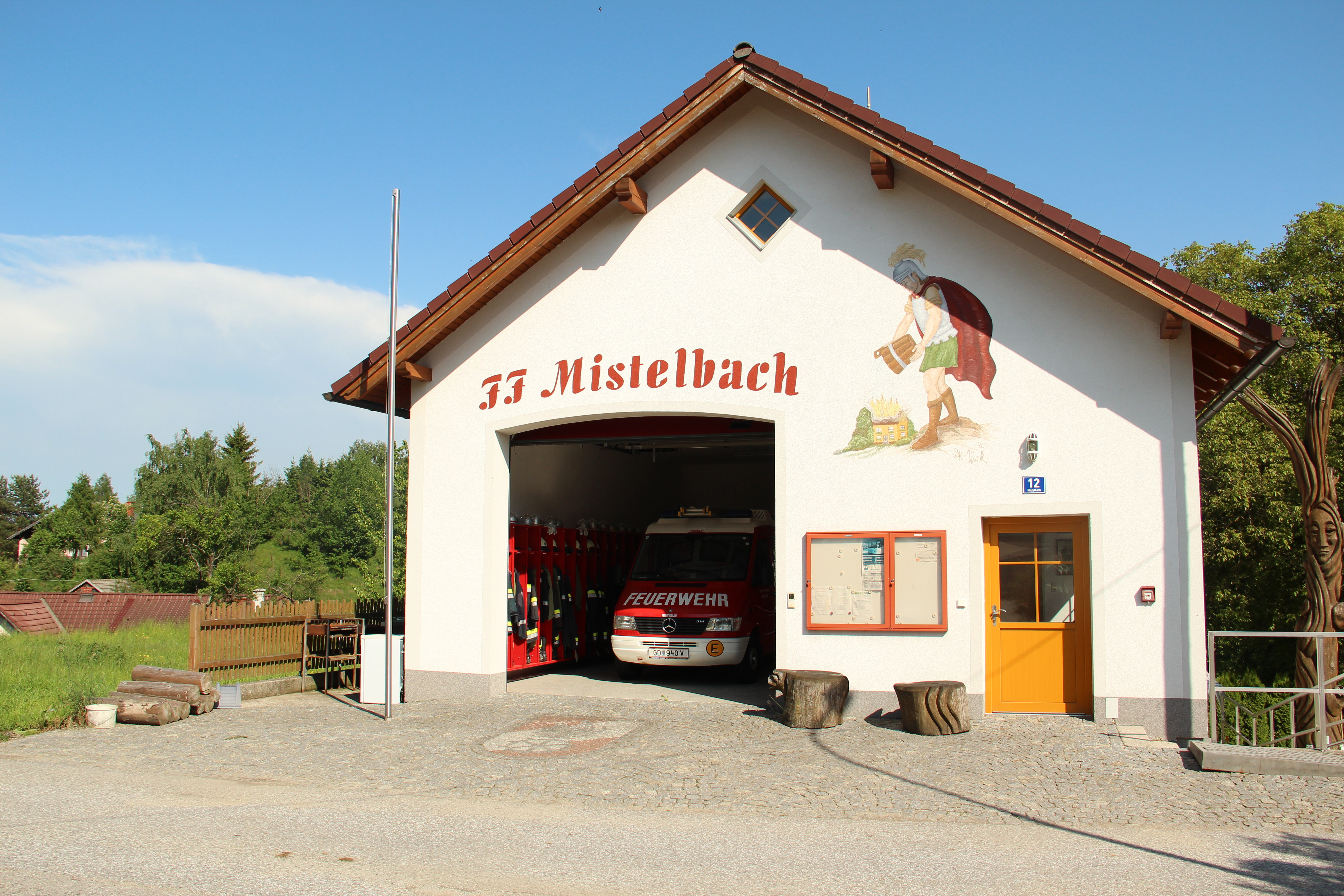
Feuerwehrhaus der Freiwilligen Feuerwehr Mistelbach

## Infrastruktur
Mistelbach ist durch die Greiner Straße (B119) an das österreichische Straßennetz angeschlossen.
Weiters führt ein Güterweg von Mistelbach in die benachbarte Ortschaft Spital, die bereits zur Stadtgemeinde Weitra gehört.
Im Jahr 1987 wurde mit der Planung der ca. drei Kilometer langen "Forststraße Haselberg" begonnen. Aufgrund großer Verzögerungen, die auf Hindernisse bei der Planung zurückzuführen waren, konnte die Forststraße erst 1997 eröffnet werden.

## Persönlichkeiten
- Leopold Schmidt (1884–1935), Abt vom Stift Zwettl